# Liste der Einträge in das National Register of Historic Places im Roosevelt County (New Mexico)

Lage des Roosevelt County in New Mexico

Diese Liste der Einträge im National Register of Historic Places im Roosevelt County enthält die Anwesen und Stätten im Roosevelt County des US-Bundesstaates New Mexico im National Register of Historic Places geführt werden.
In der Tabelle sind geographische Koordinaten der einzelnen Anwesen und Stätten angegeben, sofern diese vom National Park Service nicht unter Verschluss gehalten werden.
Es gibt 7 Anwesen, die im County in das NRHP eingetragen sind, wobei es sich in einem Fall um eine National Historic Landmark handelt.

## Derzeitige Einträge
| [ 1 ] | Name                         | Bild                        | Eintragsdatum                  | Lage | Ort       | Beschreibung                                            |
| ----- | ---------------------------- | --------------------------- | ------------------------------ | --- | --------- | ------------------------------------------------------- |
| 1     | Administration Building      | weitere Bilder              | 22. Sep. 1988 ID-Nr. 88001558  | Südseite des University Pl. und Campuspark der Eastern New Mexico University 34° 10′ 44,4″ N, 103° 20′ 53″ W | Portales  | New Mexico State Register of Cultural Properties (SRCP) |
| 2     | Anderson Basin               | weitere Bilder              | 15. Okt. 1966 ID-Nr. 66000483  | New Mexico Highway 467, etwa 5 nördlich des U.S. Highway 70 34° 16′ 34,8″ N, 103° 19′ 11″ W                  | Clovis    |                                                         |
| 3     | Bank of Portales             | weitere Bilder              | 27. Dez. 1984 ID-Nr. 84000635  | unweit der Kreuzung First and Main 34° 11′ 13,3″ N, 103° 20′ 14,7″ W                                         | Portales  | SRCP                                                    |
| 4     | Davis Mercantile             |                             | 14. Dez. 2018 ID-Nr. 100003218 | 4610 NM 206 33° 38′ 34,4″ N, 103° 20′ 24″ W                                                                  | Milnesand |                                                         |
| 5     | Midway Service Station       | weitere Bilder              | 12. Jan. 2005 ID-Nr. 04001479  | 38797 U.S. Highway 70 33° 50′ 31,2″ N, 103° 46′ 20″ W                                                        | Kenna     | SRCP                                                    |
| 6     | Roosevelt County Courthouse  | Roosevelt County Courthouse | 3. Dez. 2008 ID-Nr. 08001136   | 100 W. 2nd St. 34° 11′ 9,3″ N, 103° 20′ 11,4″ W                                                              | Portales  | SRCP                                                    |
| 7     | US Post Office-Portales Main | weitere Bilder              | 23. Feb. 1990 ID-Nr. 90000140  | 116 W. 1st St. 34° 11′ 10,9″ N, 103° 20′ 17,2″ W                                                             | Portales  |                                                         |

## Belege
1. ↑  Die Nummerierung in dieser Listenspalte ist an der vom National Park Service vorgelegten Reihenfolge der Einträge orientiert; die Farben unterscheiden verschiedene Schutzgebietstypen des Nationalparksystems mit landesweiter Bedeutung (z. B. National Historic Landmarks) von den sonstigen Einträgen im National Register of Historic Places.
2. ↑  National Register Information System. In: National Register of Historic Places. National Park Service, abgerufen am 9. Juli 2010 (englisch).
3. ↑  Lage und Koordinaten sind die der Blackwater Clovis Site, vergl.  Clovis Site, Eastern New Mexico University; das NRIS gibt "Address Restricted" an.
4. ↑  Das NRHP Nominating Form gibt 123 Main an, dort befindet sich jedoch ein Cafe.